# Hipótesis de la Reina Roja

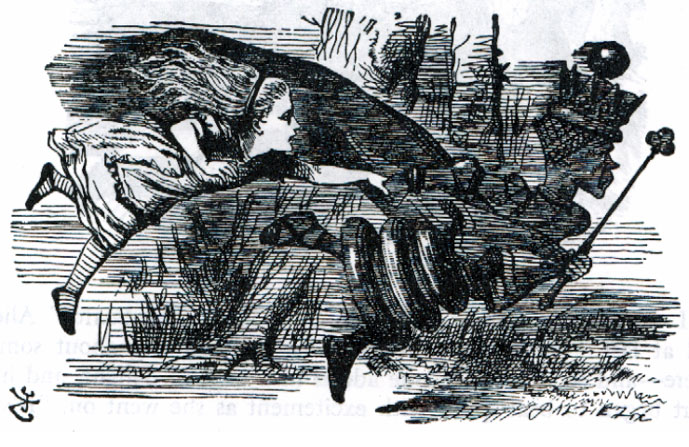
«Para quedarte donde estás tienes que correr lo más rápido que puedas. Si quieres ir a otro sitio, deberás correr, por lo menos, dos veces más rápido». La Reina Roja en A través del espejo y lo que Alicia encontró allí (Lewis Carroll, 1871).

La hipótesis de la Reina Roja (también conocida como el efecto Reina Roja, la carrera de la Reina Roja, o la dinámica de la Reina Roja) es una hipótesis evolutiva de 1973 que propone que los organismos (entendidos como poblaciones o especies) deben adaptarse, evolucionar y proliferar constantemente para sobrevivir mientras compiten con otros  organismos en continua evolución, en un entorno además en constante cambio, y conseguir así una ventaja reproductiva frente a sus rivales. En otras palabras, dicha hipótesis describe la necesaria adaptación continua de las especies solo para mantener el statu quo (estado del momento actual) con su entorno. 
Dicha hipótesis enfatizó la importancia y predominancia de las interacciones bióticas sobre las fuerzas abióticas para impulsar la evolución. Este fue un avance revolucionario en el pensamiento biológico sobre las fuentes y los modos de selección que impulsan el cambio evolutivo, aunque también se ha malinterpretado socialmente ya que propone a la competencia como el motor de cambio de la biología y no se abordan otras interacciones como es el mutualismo o la simbiosis que se aborda en la Hipótesis del Rey Rojo. 
El término está tomado de la novela de Lewis Carroll Alicia a través del espejo, donde los habitantes del país de la Reina Roja deben correr lo más rápido que puedan, solo para permanecer donde están, pues el país se mueve con ellos. El principio puede ser expresado en los siguientes términos:
«Para un sistema evolutivo, la mejora continua es necesaria para solo mantener su ajuste a los sistemas con los que está coevolucionando».
La analogía se usa para explicar dos fenómenos distintos: la ventaja de la reproducción sexual a nivel de individuos, y la constante carrera armamentista entre especies. En la primera versión, microevolutiva, en la reproducción sexual cada individuo es un experimento de la mezcla de los genes de sus progenitores, lo que permite a las poblaciones evolucionar rápidamente para mantener su nicho ecológico. En la versión macroevolutiva, la probabilidad de extinción para un grupo de organismos, usualmente una familia, se hipotetiza constante dentro del grupo, y aleatoria entre grupos.

## Origen
Anteriormente, la visión de la evolución por selección natural era de un proceso de "escalada", que daba forma a los organismos para que se adaptaran bien a su entorno. Debido a que los ambientes abióticos comúnmente cambian lentamente con respecto a los organismos que habitan en él, se pensó que la evolución se detenía a medida que se alcanzaba el fenotipo óptimo, y que se reanudaba solo cuando las condiciones del entorno cambian.  Por el contrario, los ambientes bióticos sujetos a la evolución cambian rápidamente. Según esta hipótesis planteada por Leigh Van Valen cada adaptación de una especie se corresponde con las adaptaciones contrarias en otra especie que interactúa con ella, de modo que se requiere un cambio evolutivo perpetuo para existir. El término de la Reina Roja está tomado de la novela de Lewis Carroll Alicia a través del espejo.
Van Valen acuñó la hipótesis de "Reina Roja" porque, según esta interpretación, las poblaciones tienen que "correr" o evolucionar para permanecer en el mismo lugar o extinguirse. Además, propuso la metáfora de una carrera armamentista evolutiva, que era apropiada para la descripción de procesos biológicos con dinámicas similares a las carreras armamentistas. En los procesos respectivos, una adaptación en una población de una especie (por ejemplo, depredadores, parásitos) puede cambiar la presión de selección en una población de otra especie (por ejemplo, presa, huésped), dando lugar a una coevolución antagónica.
La hipótesis de la Reina Roja fue propuesta por Leigh Van Valen, dentro de su Ley de las Extinciones, en 1973. Van Valen derivó este principio al observar que las probabilidades de extinción en familias de organismos, dentro de una escala de tiempo geológica, eran constantes. Dicho de otra manera, Van Valen observó que la habilidad de una familia de organismos para sobrevivir no mejora a través del tiempo, y que aquella probabilidad para una familia dada es aleatoria. La hipótesis de la Reina Roja otorga una base conceptual para el estudio de las carreras armamentistas evolutivas, aunque aún no existe una forma de probarla de manera directa.
La hipótesis de la Reina Roja es utilizada independientemente por Hartung y Bell para explicar la evolución del sexo, y por John Jaenike para explicar el mantenimiento del sexo. En todos los casos, la reproducción sexual confiere variabilidad de especies y una respuesta generacional más rápida a la selección al hacer que la descendencia sea genéticamente única. Las especies sexuales pueden mejorar su genotipo en condiciones cambiantes. En consecuencia, las interacciones coevolutivas, entre el huésped y el parásito, por ejemplo, pueden seleccionar la reproducción sexual en los huéspedes para reducir el riesgo de infección. Las oscilaciones en las frecuencias de genotipo se observan entre parásitos y huéspedes de forma antagónica coevolutiva sin necesidad de cambios en el fenotipo. En coevolución de múltiples huéspedes y múltiples parásitos, la dinámica de la Reina Roja podría afectar qué tipos de huésped y parásito se volverán dominantes o raros.
Las discusiones sobre el sexo y la reproducción no formaron parte de la hipótesis de la Reina Roja de Van Valen, que abordaba la evolución a escalas por encima del nivel de la especie. La versión microevolutiva de la hipótesis de la Reina Roja fue propuesta por Bell (1982), también citando a Lewis Carroll, pero no citando a Van Valen (ver más abajo).

## Versión macroevolutiva: lacarrera armamentista

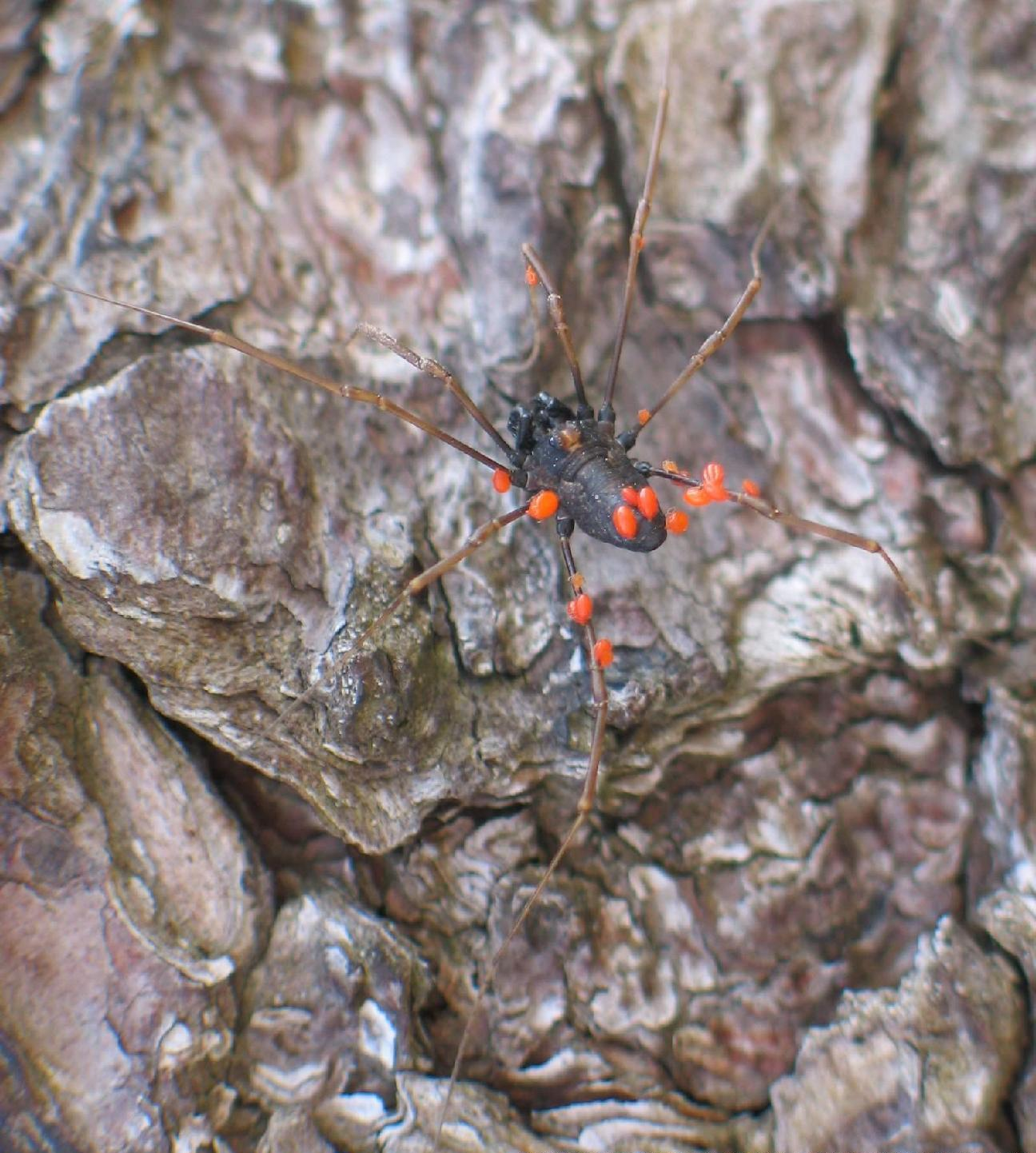
Los parásitos están en una carrera constante con su huésped.

La hipótesis de la Reina Roja formulada por Van Valen proporciona una base conceptual para las discusiones sobre las carreras armamentistas evolutivas, a pesar de que una prueba directa de la hipótesis sigue siendo difícil de alcanzar, particularmente a nivel macroevolutivo. Este concepto sigue siendo similar al de un sistema que obedece a una criticalidad autoorganizada.
Por ejemplo, debido a que cada mejora en una especie conducirá a una ventaja selectiva para esa especie, la variación normalmente conducirá continuamente a aumentos en la aptitud en una especie u otra. Sin embargo, dado que las diferentes especies tienden a evolucionar conjuntamente, una mejora en una especie implica que obtendrá una ventaja competitiva sobre las otras especies y, por lo tanto, podrá capturar una mayor parte de los recursos disponibles para todos. Esto significa que el aumento de la aptitud en un sistema evolutivo tiende a conducir a una disminución de la aptitud en otro sistema. La única forma en que una especie involucrada en una competencia por los recursos puede mantener su estado físico en relación con otras especies competidoras es mejorando su estado físico específico. (De Heylighen, 2000).
El ejemplo más claro de este principio son las carreras armamentistas que ocurren entre los predadores y sus presas, donde los predadores deben compensar las mejoras defensivas de sus presas, con mejoras ofensivas de su parte. Por ejemplo, la velocidad de los conejos y los zorros (presa y cazador), debe haberse desarrollado en paralelo en ambas especies. La metáfora de la carrera armamentista evolutiva, también propuesta por Van Valen, ha sido apropiada para describir los procesos evolutivos dinámicos.
La relación depredador-presa también se puede establecer en el mundo microbiano, produciéndose el mismo fenómeno evolutivo que ocurre en el caso de los zorros y conejos. Un ejemplo observado recientemente tiene como protagonistas a M.xanthus (depredador) y E.coli (presa) en el que se puede observar una evolución paralela de ambas especies mediante modificaciones genómicas y fenotípicas, produciendo en las sucesivas generaciones una mejor adaptación de una de las especies que es contrarrestada por la evolución de la otra, generando así una carrera armamentista que solo puede detenerse mediante la extinción de una de las especies.

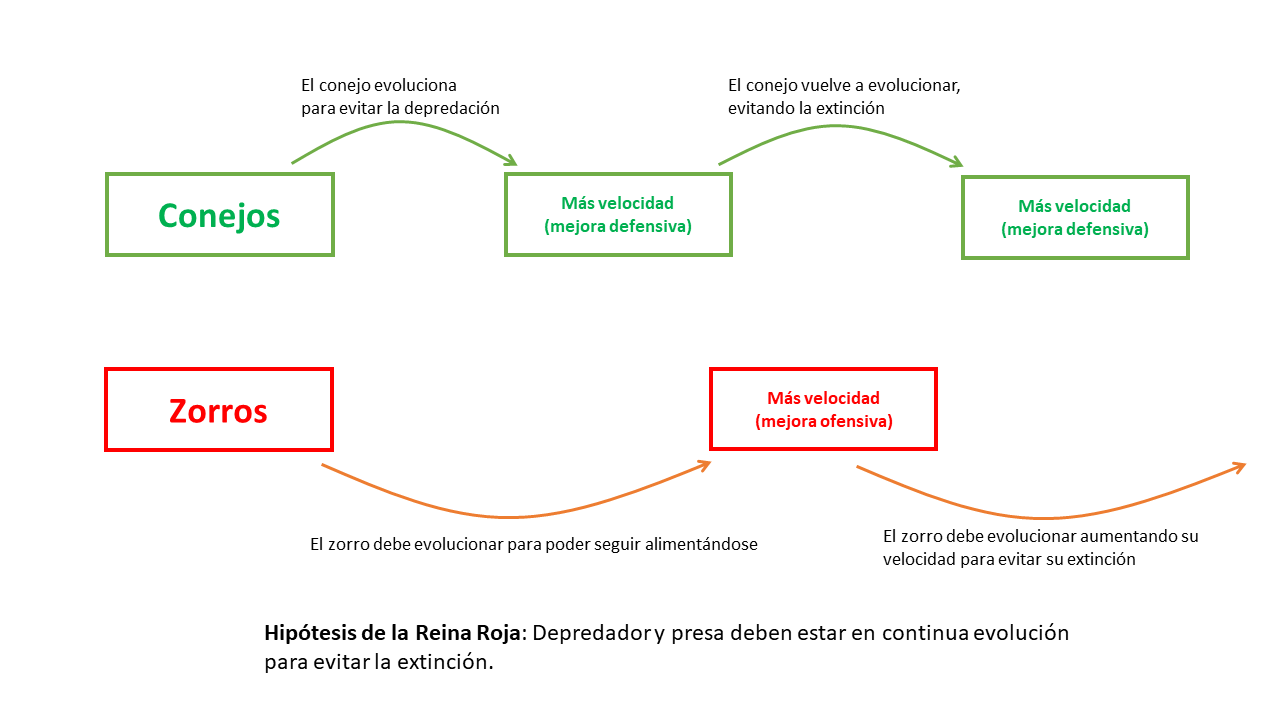
Relación depredador-presa entre conejos y zorros siguiendo el principio de la hipótesis de la Reina Roja. El conejo evoluciona aumentando su velocidad para escapar del ataque del zorro, y el zorro evoluciona aumentando su velocidad para alcanzar al conejo. Esta evolución es constante, en caso de que uno de los dos deje de evolucionar, se producirá su extinción.

### Aplicaciones al conflicto humano
Uno puede aplicar tales carreras armamentistas al conflicto humano e interpretarlas como una causa prominente de conflicto. Según Azar Gat, el efecto de la Reina Roja surge cuando dos grupos en competencia se encuentran en un dilema de seguridad. El dilema de seguridad se produce cuando un grupo toma medidas defensivas (que poseen capacidades ofensivas inherentes) para mejorar su seguridad, desencadenando una carrera armamentista militar. Esta carrera armamentista, al igual que el ejemplo mencionado anteriormente, hace que cada lado consuma cantidades cada vez mayores de recursos para superar al otro y obtener una ventaja. Si se obtiene una ventaja, la carrera armamentista termina y el grupo con más recursos ha ganado. Sin embargo, por lo general, ambas partes continúan emparejándose paso a paso, lo que desencadena el efecto Reina Roja, ya que no importa cuántos recursos invierta cada lado, ninguno de los dos puede obtener una ventaja. La situación se parece un poco al dilema del prisionero . Ninguna de las partes puede detener la carrera armamentista, debido a la sospecha mutua y al temor de que el otro grupo obtenga una ventaja táctica significativa. Debido a esto, el efecto Reina Roja es un resultado común de la competencia y el conflicto entre humanos.

## Versión microevolutiva: el «coste» de los machos
La versión de Van Valen no incluía una discusión sobre sexo y reproducción, pues trataba la evolución al nivel de especie. Esta versión, microevolutiva, fue propuesta por Graham Bell en 1982, también citando a Lewis Carroll, pero sin mencionar a Van Valen.
El sexo es un enigma evolutivo. En la mayoría de las especies sexuales los machos, que en muchas es la mitad de la población, tienen una casi nula contribución en la supervivencia de la progenie, por lo que la reproducción sexual puede ser altamente ineficiente. Una explicación puede venir de que el sexo aumenta las probabilidades de adaptación biológica. Esto es por dos razones: Si una mutación ventajosa ocurre en un organismo asexual, es imposible que esa mutación se expanda en la especie sin desterrar las otras líneas evolutivas de la especie, que pueden tener variaciones (menos) ventajosas. Segundo, en la reproducción sexual se mezclan alelos, lo que aumenta la probabilidad de que se acumulen las variaciones ventajosas en la misma línea genética.
El escritor Matt Ridley popularizó el término Reina Roja en conexión con la selección sexual en su libro de divulgación científica de 1993 The Red Queen: Sex and the Evolution of Human Nature (La Reina Roja: sexo y evolución en la naturaleza humana). En su libro Ridley debate teóricamente sobre los beneficios adaptativos de la reproducción sexual en los organismos donde esta aparece. La conexión del debate con la Reina Roja viene del hecho de que en las teorías más aceptadas (véase Hipótesis del Vicario de Bray), el sexo muestra beneficios adaptativos solo en el nivel de grupos, no en el de genes (aunque la adaptación del Vicario de Bray funciona muy bien para organismos que se encuentran en la base de las cadenas alimenticias). Por contraste, los organismos que responden a la teoría de la Reina Roja se encuentran en una carrera armamentista cíclica con sus parásitos. Los parásitos de los animales comúnmente se adaptan más rápidamente a los cambios en el ambiente que sus huéspedes, pues poseen periodos de vida más reducidos. Así se puede explicar la ventaja del sexo a nivel de genes (individuos), ya que la reproducción sexual preserva los genes que en un momento dado no son los que dan la mayor ventaja, pero que podrían serlo en un futuro contra una nueva población de parásitos.
Se observó evidencia adicional de la hipótesis de la Reina Roja en los efectos alélicos en la selección sexual. La hipótesis de la Reina Roja lleva a la comprensión de que la recombinación alélica es ventajosa para las poblaciones que participan en interacciones bióticas agresivas, como las interacciones depredador-presa o parásito-huésped. En los casos de relaciones parásito-huésped, la reproducción sexual puede acelerar la producción de nuevos genotipos multilocus permitiendo que el huésped escape de parásitos que se han adaptado a las generaciones anteriores de huéspedes típicos. Los efectos mutacionales pueden representarse mediante modelos para describir cómo la recombinación a través de la reproducción sexual puede ser ventajosa. De acuerdo con la hipótesis determinista mutacional, si la tasa de mutación perjudicial es alta, y si esas mutaciones interactúan para causar una disminución general en la aptitud del organismo, la reproducción sexual proporciona una ventaja sobre los organismos que se reproducen asexualmente al permitir que las poblaciones eliminen las mutaciones perjudiciales no solo más rápidamente, sino  también de manera más efectiva.La recombinación es uno de los medios fundamentales que explican por qué muchos organismos han evolucionado para reproducirse sexualmente.
Los organismos sexuales deben gastar recursos para encontrar parejas. En el caso del dimorfismo sexual, generalmente uno de los sexos contribuye más a la supervivencia de su descendencia (generalmente la madre). En tales casos, el único beneficio adaptativo de tener un segundo sexo es la posibilidad de selección sexual, mediante la cual los organismos pueden mejorar su genotipo.
Se definen tres clases amplias de dinámica de Reina Roja microevolutiva que se distinguen por los modos de operación de la selección y la arquitectura genética de los rasgos de coevolución: FRQ, ERQ y CRQ.

### Reina Roja fluctuante (Fluctuating Red Queen)(FRQ)
En esta dinámica microevolutiva de la Reina Roja la selección fluctuante impulsa oscilaciones en la frecuencia de alelos en ambas partes. Para que funcione esta dinámica las interacciones entre antagonistas deben presentar una estrecha coincidencia de rasgos bajo el control de pocos loci genéticos.Las poblaciones de depredadores rastrean el genotipo común de las presas, y los genotipos de presas raras tienen una ventaja porque evitan la depredación. La diversidad alélica se mantiene dentro de las poblaciones porque los pares de alelos de antagonistas coincidentes experimentan oscilaciones continuas dependientes de la frecuencia negativas en el tiempo. Para las interacciones coevolutivas es probable que la fase de las oscilaciones de frecuencia de los alelos varíe entre las poblaciones. Los genotipos o rasgos que son comunes y beneficiosos en un conjunto simpátrico de poblaciones de antagonistas interactuantes pueden no ser comunes ni beneficiosos en otro. Por lo tanto, una especie antagonista puede adaptarse localmente a su población de especies que interactúan simpátricamente, pero se desempeña mal en una interacción con una población alopátrica. Esto se ha demostrado ampliamente en las interacciones huésped-parásito, por lo que los parásitos son mejores para infectar a los hospedadores simpátricos, pero los hospedadores alopátricos son mejores para resistir la infección.

### Reina Roja escalada (Escalatory Red Queen)(ERQ)
En esta dinámica microevolutiva de la Reina Roja la selección direccional impulsa la escalada de valores de rasgos poligénicos o cuantitativos. El resultado de las interacciones está determinado por la diferencia entre los rasgos de los antagonistas a lo largo de un eje unidireccional.Por lo tanto, ambos antagonistas están bajo selección para "exceder" el rasgo de las otras especies y la coevolución se desarrolla como una carrera armamentista de barridos selectivos recurrentes. Las carreras armamentistas no necesariamente continúan indefinidamente y pueden alcanzar un equilibrio estable o hacer que una especie se extinga, lo que pone fin a la coevolución dinámica.Se ha observado evidencia de este tipo de evolución en la dinámica coevolutiva del bacteriófago phi-2 con el huésped bacteriano Pseudomonas fluorescens , observándose una mayor divergencia de la población.

### Persecución de la Reina Roja(Chase Red Queen)(CRQ)
En esta dinámica microevolutiva de la Reina Roja la selección direccional local impulsa persecuciones coevolutivas entre el depredador y la presa alrededor del espacio de fenotipo. Aquí, el juego coevolutivo cambia constantemente. El CRQ generalmente ocurrirá cuando la interacción tenga una base genética más compleja y, por lo tanto, pueda perseguir de múltiples maneras (en un espacio de fenotipo multidimensional). Las víctimas están bajo selección para aumentar la distancia fenotípica a través de la evolución de novo, mientras que los depredadores están bajo selección para reducir la distancia fenotípica. La coevolución procede como una serie de barridos selectivos, lo que reduce la diversidad genética dentro de las poblaciones pero impulsa la divergencia entre poblaciones. Los ciclos sostenidos de persecución coevolutiva pueden ocurrir a través del espacio fenotípico, por lo que la dirección y la intensidad de la selección varían según las ubicaciones relativas de las especies en el espacio fenotípico. En las interacciones de CRQ, se puede observar divergencia en las formas de los rasgos coincidentes como las morfologías de los conos de semillas de pino contorta y las facturas de los cruces depredadores de semillas.
|                                   | FRQ                         | ERQ                                   | CRQ                                   |
| --------------------------------- | --------------------------- | ------------------------------------- | ------------------------------------- |
| Arquitectura génica               | Algunos loci principales    | Atributos poligénicos o cuantitativos | Atributos poligénicos o cuantitativos |
| Bases de la interacción           | Combinación                 | Diferencia                            | Combinación                           |
| Modo de selección                 | Fluctuación                 | Direccional (unidimensional)          | Direccional (multidimensional)        |
| Dinámica de la frecuencia alélica | Oscilatoria                 | Barrido selectivo                     | Barrido selectivo                     |
| Paisaje adaptativo                | Múltiples aptitudes óptimas | Aptitud óptima fija                   | Aptitud óptima cambiante              |

## Evolución del envejecimiento
La hipótesis de la Reina Roja también ha sido invocada por algunos autores para explicar la evolución del envejecimiento. La idea principal es que el envejecimiento se ve favorecido por la selección natural, ya que permite una adaptación más rápida a las condiciones cambiantes, especialmente para mantener el ritmo de la evolución de los patógenos, depredadores y presas.

## Hipótesis de la Reina Negra
La hipótesis de la Reina Negra es una teoría de la evolución reductiva que sugiere que la selección natural puede impulsar a los organismos a reducir el tamaño de su genoma. En otras palabras, un gen que confiere una función biológica vital puede volverse prescindible para un organismo individual si los miembros de su comunidad expresan ese gen de manera "permeable". Al igual que la Hipótesis de la Reina Roja, la Hipótesis de la Reina Negra es una teoría de la coevolución.

## Hipótesis del Rey Rojo
Es otra teoría de coevolución que aborda las interacciones mutualistas y simbióticas y como estas favorecen la adecuación o fitness de un conjunto de individuos mediante evolución lenta, contrario a tener interacciones de competencia o sufrir una "carrera armamentista" como sugiere la hipótesis de la Reina Roja, se ha descrito que individuos de diferentes comunidades pueden establecer interacciones positivas por periodos prolongados de tiempo cuando existe un gran beneficio para ambas partes y este beneficio es mayor a largo plazo, esto se ha estudiado en la construcción de nichos y comunidades estables como tapetes microbianos y estromatolitos.